# يوجي تاكادا
يوجي تاكادا (高田裕司 تاكادا يوجي) هو ممثل ياباني ولد في 1 أكتوبر 1960 في محافظة كاناغاوا.

## أدواره في الأنمي

### مسلسلات أنمي تلفزيونية
- سبيد غرافر - تاتسومي سايغا
- كاراكوري هيدن هيو سنكي - أكا
- سكرايد - مارتن زيغمار
- أرجنتو سوما - فرانك
- هلسينغ - كريس بيكمان
- فل ميتال بانيك! - أندي
- غلاسليب - توشيهيرو أوكيكورا
- المحقق كونان - كانسكي ياماتو
- كود جياس لولوش المتمرد - كيوشيرو تودو
- كود جياس لولوش المتمرد R2 - كيوشيرو تودو
- هورايزون على الحافة - ماسانوبو هوندا

## أدواره في ألعاب الفيديو
- تيلز أوف فيسبيريا - كلينت

## وصلات خارجية
- يوجي تاكادا على موقع IMDb (الإنجليزية)
- يوجي تاكادا على موقع ميوزك برينز (الإنجليزية)
- يوجي تاكادا على موقع قاعدة بيانات الفيلم (الإنجليزية)
- يوجي تاكادا على موقع ANN person (الإنجليزية)